# عبد الله بن نافع الصائغ
عبد الله بن نافع الصائغ، فقيه عالم من علماء المسلمين ولد في القرن الثاني الهجري، لازم الإمام مالك بن أنس ملازمة شديدة، كان يفتي أهل المدينة وكان يميل إلى مذهب شيخه، وكان لينا في حفظه وكان ثقة وليس به بأس وتوفي في شهر رمضان من عام 206.

## ولادته
ولد سنة نيف وعشرين ومائة .

## شيوخه
وحدث عن : محمد بن عبد الله بن حسن الذي قام بالمدينة وقتل وأسامة بن زيد الليثي، ومالك بن أنس، وابن أبي ذئب، وسليمان بن يزيد الكعبي صاحب أنس، وكثير بن عبد الله بن عوف، وداود بن قيس الفراء وخلق سواهم وليس هو بالمتوسع في الحديث جدا، بل كان بارعا في الفقه .

## طلابه
حدث عنه : محمد بن عبد الله بن نمير، وأحمد بن صالح، وسحنون بن سعيد، وسلمة بن شبيب، والحسن بن علي الخلال، ويونس بن عبد الأعلى، ومحمد بن عبد الله بن عبد الحكم، والزبير بن بكار، وأحمد بن الحسن الترمذي، وعدة .

## وفاته
ووفاته سنة ست وثمانين ومائة .
قلت : هذا قد قيل في وفاته، والأصح ما سنذكره بعد فيها .
وقال ابن سعد : وتوفي في شهر رمضان سنة ست ومائتين .
قلت : فهذا الصواب في وفاته، وما عداه، فوهم وتصحيف .

## قالوا عنه
من كبار فقهاء المدينة بالغ القاضي عياض في تقريظه، وذكره في صدر كتاب «المدارك» له
روى أبو طالب عن أحمد بن حنبل قال : كان صاحب رأي مالك .
وكان يفتي أهل المدينة، ولم يكن صاحب حديث، كان ضيقا فيه .
وقال يحيى بن معين : ثقة .
وقال البخاري : تعرف وتنكر .
وقال أبو حاتم : هو لين في حفظه، وكتابه أصح .
وقال النسائي : ليس به بأس .
وقال ابن عدي : روى عن مالك غرائب .
وقال ابن سعد : كان قد لزم مالكا لزوما شديدا، ثم قال : وهو دون معن .

## وصلات داخلية
- القرن الثاني الهجري
- أنس بن مالك